# Wilhelm His
Wilhelm His (ur. 9 lipca 1831 w Bazylei, zm. 1 maja 1904 w Lipsku) – niemiecki embriolog, anatom, histolog. Wynalazca mikrotomu. Jego synem był Wilhelm His młodszy.
Studiował u Johannesa Petera Müllera na Uniwersytecie Berlińskim i Rudolfa Virchowa na Uniwersytecie w Würzburgu. Doktorat z medycyny uzyskał w 1854, a habilitację uzyskał w Bazylei w 1856, rok później został profesorem zwyczajnym anatomii i fizjologii. W 1872 przeniósł się do Lipska gdzie założył instytut anatomii. 